# 정기명
정기명(鄭琦明, 1962년 9월 26일~)은 대한민국의 정치인이다. 제8대 여수시장이다.

## 학력
- 1975 여수서국민학교 졸업
- 1978 여수구봉중학교 졸업
- 1981 여수고등학교 졸업 30회
- 1985 전남대학교 법학 학사
- 1987 전남대학교 행정대학원 행정학 석사

## 경력
- 법률사무소 태정 변호사
- 제8회 군법무관 임용시험 합격
- 여수시청 고문변호사
- 여수선언실천위원회 공동위원장
- 여수도서관관리공단이사회 의장
- 사회복지법인 보문복지회 고문변호사
- 2016. 5.~2017. 10. 더불어민주당 전라남도당 여수시 을 지역위원회 수석부위원장
- 2017. 10.~2018. 7. 더불어민주당 전라남도당 여수시 을 지역위원회 위원장
- 2019. 3.~2020. 4. 더불어민주당 전라남도당 여수시 을 지역위원회 위원장
- 2022. 7.~ 제8대 전라남도 여수시장(민선 8기, 더불어민주당, 초선)

## 역대 선거 결과
| 실시년도 | 선거      | 대수 | 직책 | 선거구      | 정당         | 득표수   | 득표율          | 순위 | 당락 | 비고           |
| -------- | --------- | ---- | ---- | ----------- | ------------ | -------- | --------------- | ---- | ---- | -------------- |
| 2022년   | 지방 선거 | 8대  | 시장 | 전남 여수시 | 더불어민주당 | 76,504표 | \| \| 72.21% \| | 1위  |      | 초선, 민선 8기 |
|          | 72.21%    |      |      |             |              |          |                 |      |      |                |